# Horisme filia
Horisme filia là một loài bướm đêm trong họ Geometridae.